# Schmidtottia
Schmidtottia là một chi thực vật có hoa trong họ Thiến thảo (Rubiaceae).

## Loài
Chi Schmidtottia gồm các loài: